# Lage Land van Texel
Het Lage Land van Texel is een verzamelnaam voor de ingepolderde gebieden op Texel. Die liggen vooral in het centrale en oostelijke deel van het Noord-Hollandse waddeneiland Texel. De term wordt al langere tijd gebruikt door Natuurmonumenten, die er een aantal terreinen in eigendom heeft, en ook als aanduiding van een deel van het Natura 2000-gebied 'Duinen en Lage Land Texel.' De gehanteerde aanduidingen zijn niet altijd even nauwkeurig en verschillen onderling.

## Thijsse over het Lage Land van Texel
Jac. P. Thijsse had een bijzondere band met Texel. Hij was er gedurende enkele jaren onderwijzer (van 1889 tot 1892), maar hij bleef zijn hele leven het eiland bezoeken en hij schreef er veel over. Bekend is bijvoorbeeld het Verkade-album Texel uit 1927 (oplage: 100.000 exemplaren). Ook in het tijdschrift De Levende Natuur schreef hij veel over Texel. In 1949 werd een bloemlezing van Thijsse's artikelen in De Levende Natuur uitgegeven als boek, ook met de titel De Levende Natuur. Hierin komen vijf artikelen over Texel voor. Dat is veel meer dan over enig ander gebied in Nederland dat in het boek besproken wordt.
In 1896 schreef Thijsse in 'Een week in een vogelparadijs' over "het lage land": "een groot deel van het eiland — al het laagveen en de helft van de zand-
gronden — ligt zeer laag en bevat uitgestrekte plassen: herinneringen aan vroegere doorbraken, die weer door tal van slooten en kreeken met elkander in verbinding staan. Van Maart tot November nu wemelt het hier van kieviten, grutto's, kluiten, tureluurs, kemphanen, plevieren, slerntjes
en meeuwen. Overal in het lage land liggen hun nesten verscholen en het eierzoeken neemt in het voorjaar een gewichtige plaats in onder de bezigheden der eilanders, vooral der jongeren."
In het Verkade-album Texel uit 1927 wordt het "Lage Land van Texel" niet expliciet genoemd, maar het krijgt wel op verschillende plaatsen aandacht.
In 1935, toen hij Thijsse's Fienweid cadeau kreeg, sprak hij uitdrukkelijk van "de bezittingen van Natuurmonumenten in het lage land van Texel" en in 1937 schreef hij opnieuw over het "Texelsche lage land" in een artikel over een broedgeval van de middelste zaagbek. In hetzelfde artikel had hij het overigens ook over "het lage land van Dijkmanshuizen", en uit het artikel wordt duidelijk dat hij Waalenburg niet tot het gebied rekent.

## Terreinen van Natuurmonumenten in het Lage Land van Texel
Sinds jaar en dag sprak Natuurmonumenten over haar bezittingen in "Het Lage Land van Texel". Al in 1935 omvatten die: "de Staart, het Ooster- en Wester Kooistuk, de Lammerenweid, Jan Koornsland, het Vogelreservaat in Waalenburg, de Petten, het Molenstuk in den Prins Hendrikpolder, het Molenmieland, Büttikofer's Mieland, Thijsse's Fienweid, samen 103 ha. en verworven in de jaren 1909-1935. Sommige werden geschonken; het zijn alle broedterreinen voor de weide- en moerasvogels, met min of meer merkwaardige flora."
In 1980 was de oppervlakte van de bezittingen in het Lage Land gegroeid tot 523 ha. In 2001 was dat 655 ha.
Tot de grotere bezittingen van Natuurmonumenten in het Lage Land van Texel behoren tegenwoordig:
- Waalenburg (of "Waal en Burg")
- Dijkmanshuizen (waarin Thijsse's Fienweid en Burdets Hop); het gebied vormt samen met o.a. Ottersaat, Wagejot en Utopia een keten van gebieden langs de Waddijk, waarlangs de zogenaamde "Vogelboulevard" loopt.
- Drijvers Vogelweid De Bol (ook aan de "Vogelboulevard").

Er zijn daarnaast ook nog een aantal kleinere bezittingen, zoals
- Hogezandskil
- Eendenkooi bij Spang
- De Schans

Anno 2018 spreekt Natuurmonumenten op haar website niet meer over het Lage Land van Texel, maar wel over "de langste vogelboulevard van Europa".

## Natura 2000-gebied

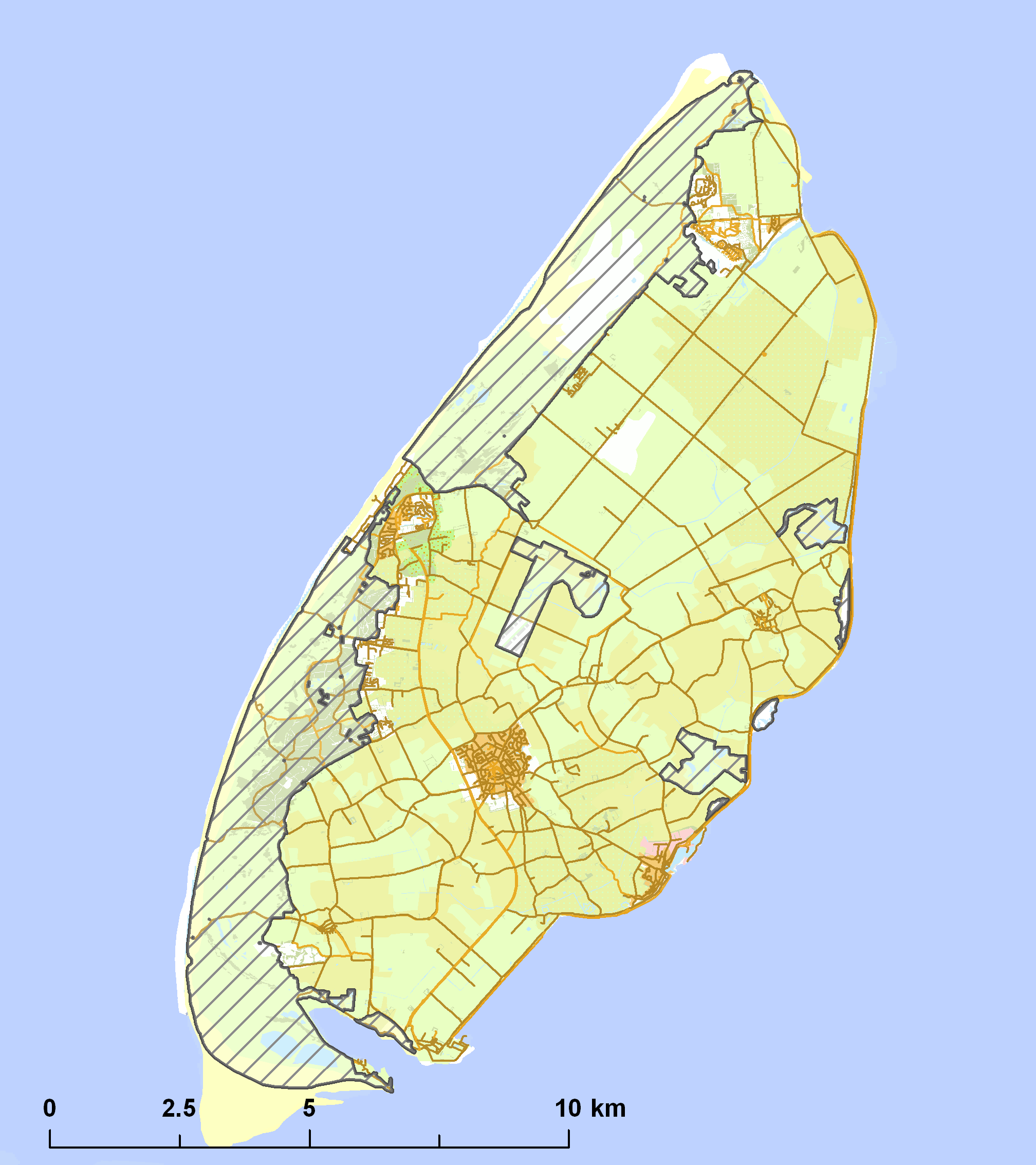
Duinen en Lage Land van Texel, anno 2012

Het Natura 2000-gebied 'Duinen en Lage Land Texel' (gebied nr. 2) is in 2009 aangewezen en omvat allereerst het duingebied van Texel, dat sinds 2002 een nationaal park is: het Nationaal Park Duinen van Texel (ongeveer 43 km²). Daarnaast omvat het een aantal poldergebieden in het Lage Land van Texel. Dat zijn voornamelijk kreekrestanten met omliggende rietkragen, moerassen en graslanden. Het lage land van Texel wordt in het beheerplan 2016 voor het Natura 2000-gebied omschreven als "een brede verzamelnaam voor de ingepolderde gebieden op Texel. Voor inpoldering zijn in dit gebied een aantal plaatvormige zandgebieden ontstaan door overstroming door de zee. Tussen deze zandgebieden liggen geulen met een zavel- of kleibodem. Kenmerkend voor het lage land van Texel is de invloed van zoute kwel tot ver in het binnenland."
De polder Waal en Burg (met daarin het natuurgebied Waal en Burg) werd in 1621 ingedijkt. Het Hoornder Nieuwland (waarin het gebied De Petten ligt), is in 1649 ingepolderd. Polder Eierland werd in 1830 bedijkt, en de Polder Het Noorden (met het natuurgebied Drijvers Vogelweid De Bol is in 1876 ingedijkt.
Behalve de genoemde natuurgebieden worden ook Dijkmanshuizen (ten noorden van Oudeschild), Zandkes, Ottersaat en Wagejot (ten oosten van Oosterend) tot het Natura 2000-gebied gerekend.
In de tijd dat Eierland van de rest van Texel was gescheiden door een stroomgeul werd zeezand afgezet. Tussen de zandgebieden bevonden zich ook stukken met een zavel- of kleibodem. Drijvers Vogelweid De Bol, Waalenburg en De Petten liggen in dit zeezandgebied. Wagejot, Dijkmanshuizen en Ottersaat liggen in (deels vergraven) zeekleigebied.
In de poldergebieden langs de Waddenzeedijk is veel invloed van brakke kwel. Deze brakke kwel treedt ook in Waalenburg op.
De gebieden van Natuurmonumenten hebben deels een eigen waterpeilbeheer. Het centrale deel van Waalenburg wordt bijvoorbeeld in de winter geïnundeerd.
Het karakteristieke habitattype voor het Lage Land van Texel is dat van de (binnendijkse) schorren en zilte graslanden. Bijzondere vogelsoorten die er broeden zijn: dwergstern, kluut, bontbekplevier, eider en bruine kiekendief. Het Lage Land van Texel is ook van belang als broedgebied voor weidevogels zoals de grutto, de kievit, de scholekster, de tureluur en de slobeend. Ook de roerdomp komt hier tot broeden. De gebieden hebben ook een belangrijke functie als rust- en foerageergebied voor eenden, ganzen en zwanen. Vooral De Bol en Ottersaat zijn belangrijke hoogwatervluchtplaatsen voor steltlopers en andere strand- en wadvogels.
De vochtige graslanden vormen het leefgebied van de noordse woelmuis.
De vegetatie van sommige gebieden in het Lage Land van Texel is bijzonder. Op verschillende plaatsen komt de harlekijn(-orchis) (Anacamptis morio) zeer talrijk voor. En de gebieden zijn ook belangrijk als groeiplaats van zoutminnende planten zoals Engels gras (Armeria maritima).

## Vogelboulevard
Langs de Waddenzeedijk is in de loop der jaren een reeks van natuurgebieden tot stand gekomen. De belangrijkste zijn Dijkmanshuizen, Ottersaat, Wagejot en Utopia. Sinds ongeveer 2014 worden deze gebieden, die alle verbonden zijn door de weg onderlangs de Waddijk, geafficheerd als "Vogelboulevard".
De naam "Vogelboulevard" is vermoedelijk in gebruik gekomen nadat in de jaren 2009-2011 in de polder Het Noorden het nieuwe natuurgebied Utopia is aangelegd.
De term "vogelboulevard" werd al in 2006 door Staatsbosbeheer gebruikt om een wandel- en fietsroute aan te duiden op Schouwen-Duiveland langs het nieuwe natuurgebied Prunje en andere gebieden die werden ontwikkeld in het kader van Plan Tureluur.
De Texelse Vogelboulevard is inmiddels een toeristische attractie van formaat en er wordt anno 2018 nog volop gewerkt aan uitbreiding.